# Ba Đình, Bỉm Sơn
Ba Đình là một phường thuộc thị xã Bỉm Sơn, tỉnh Thanh Hóa, Việt Nam.
Phường Ba Đình có diện tích 8,79 km², dân số năm 1999 là 10.790 người, mật độ dân số đạt 1.178 người/km².
Phường Ba Đình là Phường trung tâm của thị xã Bỉm Sơn, được thành lập ngày 29/9/1983 theo Quyết định số: 111-HĐBT của Hội đồng Bộ trưởng (nay là Chính phủ).
Phường Ba Đình giáp với các phường:
- Phía Đông giáp Phường Lam Sơn – Đông Sơn.
- Phía Tây giáp phường Ngọc Trạo
- Phía Nam giáp xã Quang Trung
- Phía Bắc giáp phường Bắc Sơn.
Có tổng diện tích tự nhiên 874.25ha, toàn Phường có 11 khu phố, 85 tổ dân phố, 59 cơ quan hành chính, đơn vị kinh tế Trung ương và địa phương đóng trên địa bàn. Dân số có 2778 hộ với 10790 nhân khẩu. Hệ thống chính trị từ Phường đến các khu phố được củng cố kiện toàn, hoạt động đạt hiệu quả. Trong 35năm qua, Đảng bộ và nhân dân phường Ba Đình đoàn kết, quyết tâm phấn đấu xây dựng phường Ba Đình trở thành đô thị văn minh, giầu đẹp. Đảng bộ, chính quyền, MTTQ, các đoàn thể cùng nhân dân phường Ba Đình đã hoàn thành xuất sắc nhiệm vụ trên tất cả các lĩnh vực.
- Tổng giá trị sản xuất trên địa bàn năm 2017: 758,5 tỷ đồng. Trong đó: Công nghiệp - Xây dựng đạt 387 tỷ đồng chiếm 51%, Thương mại - Dịch vụ đạt 349 tỷ đồng chiếm 46%, giảm dần tỷ trọng nông, lâm nghiệp: 22,5 tỷ đồng còn 3,0%. Thu nhập bình quân đầu người ước đạt70 triệu đồng/năm bằng 100% KH.
- Văn hóa - Xã hội cũng đạt được những kết quảđáng khích lệ. Thực hiện các giải pháp nâng cao chất lượng giáo dục toàn diện; chất lượng phổ cập mầm non 5 tuổi, phổ cập giáo dục Tiểu học đúng độ tuổi, phổ cập THCS được giữ vững; quy mô trường lớp đều tăng. Tỷ lệ gia đình văn hóa 2.524/2.728 đạt tỷ lệ 92.5%, gia đình TDTT 2.239/2.728 đạt tỷ lệ 82%, 10/11 khu phố đạt khu phố văn hóa.
- Các chính an sinh xã hội luôn được đảm bảo; Chi trả đầy đủ, kịp thời đúng chế độ cho các đối tượng Người có công, Bảo trợ xã hội. Hộ nghèo 32 hộ = 1,1%, hộ cận nghèo 37 hộ = 1,3%; giảm tỷ lệ hộ nghèo từ 1,5 xuống còn 1,1% so với cùng kỳ.
* Các di tích đã được công nhận di tích lịch sử:
- Hồ Cánh Chim
- Động Cửa Buồng.
* Công trình công cộng:
- Trung tâm Hội nghị - Nhà văn hóa Thị xã.
- Trung tâm Thể thao Phục Hưng.
- Trung tâm Thương mại Ba Đình.
- Cung văn hóa thiếu nhi.
- Sân vận động.
- Nhà thi đấu.
- Nhà hát công nhân.
* Các trường đóng trên địa bàn.
- Trường Cao đẳng Tài nguyên – Môi trường Miền Trung.
- Trường THPT Bỉm Sơn.
- Trường THCS Ba Đình.
- Trưòng Tiểu học Ba Đình.
- Trường Mầm Non Ba Đình.